# Pellucistoma howei
Pellucistoma howei is een mosselkreeftjessoort uit de familie van de Cytheromatidae. De wetenschappelijke naam van de soort is voor het eerst geldig gepubliceerd in 1937 door Coryell & Fields.